# São José do Divino, Minas Gerais
São José do Divino este un oraș în Minas Gerais (MG), Brazilia.